# Saint-Bauzille-de-la-Sylve
Saint-Bauzille-de-la-Sylve (okzitanisch: Sant Bausèli de la Seuva) ist ein südfranzösischer Ort und eine Gemeinde mit 938 Einwohnern (Stand: 1. Januar 2022) im Département Hérault in der Region Okzitanien. Die Gemeinde gehört zum Arrondissement Lodève und zum Kanton Gignac. Die Einwohner werden Saint-Bauzillois genannt.

## Lage
Saint-Bauzille-de-la-Sylve liegt etwa 40 Kilometer nordöstlich von Béziers und etwa 26 Kilometer westnordwestlich von Montpellier. Umgeben wird Saint-Bauzille-de-la-Sylve von den Nachbargemeinden Gignac im Norden, Aumelas im Osten und Südosten, Vendémian im Süden, Le Pouget im Westen und Südwesten sowie Popian im Westen und Nordwesten.

## Bevölkerungsentwicklung
| Jahr                       | 1962 | 1968 | 1975 | 1982 | 1990 | 1999 | 2006 | 2017 |
| Einwohner                  | 618  | 605  | 529  | 527  | 602  | 720  | 808  | 812  |
| Quellen: Cassini und INSEE |      |      |      |      |      |      |      |      |

## Sehenswürdigkeiten
- Kirche Saint-Baudile
- Kapelle Saint-Antoine